# Piet Mondriaanbrug
De Piet Mondriaanbrug (brug 147P) is een kunstwerk in Amsterdam-Nieuw West. Het viaduct, geheel van beton, is gelegen in de Ringweg Amsterdam. Het overspant de verbinding voor voetgangers en fietsers tussen de Staalmeesterslaan en Rembrandtpark aan de oost kant en de Piet Mondriaanstraat aan de westkant.
Ze werd tussen 1969 en 1972 gebouwd in verband met de aanleg van de Ringweg-West (Einsteinweg) vanaf de Jan van Galenstraat zuidwaarts tot aan de Cornelis Lelylaan Op 27 juni 1972 werden de viaducten van de Einsteinweg op het traject Jan van Galenstraat - Cornelis Lelylaan geopend. Vrijwel direct na de aanleg kwamen er klachten omtrent geluidsoverlast van het almaar drukker wordende verkeer op de Ringweg. Het duurde echter nog een flink aantal jaren voordat de viaducten en de ringweg werden voorzien van geluidsschermen. Die geluidsschermen op zich moesten weer beveiligd worden tegen invliegende vogels door middel van het plaatsen van zwarte Andreaskruizen.
De viaducten gingen vanaf 1972 naamloos door het leven met het nummer 147P hetgeen verwijst naar een brug in Amsterdam in beheer bij het rijk of provincie, in dit geval het rijk. Amsterdam vernoemde op 8 december 2017 (bijna) alle viaducten in de Ringweg, om een betere plaatsaanduiding te krijgen. Op die datum werd de nieuwe naam Piet Mondriaanbrug opgenomen in de Basisadministratie Adressen en Gebouwen (BAG). Het bouwwerk werd daarbij vernoemd naar de Piet Mondriaanstraat, die op haar beurt is vernoemd naar de kunstenaar Piet Mondriaan. 